# Zygène diaphane
Zygaena minos
Espèce
La Zygène diaphane ou Zygène des boucages, Zygaena minos, est une espèce de lépidoptères de la famille des Zygaenidae et de la sous-famille des Zygaeninae.
Synonyme : 
- Mesembrynus minos

## Description
Les ailes sont faiblement écaillées avec des bandes rouges atteignant presque l'apex des ailes antérieures.

## Habitat
Cette espèce préfère les prairies maigres et les landes chaudes sur calcaire riches en graminées. Plantes hôtes : boucage, saxifrage.

## Biologie
Papillon visible de fin juin à début août.

## Confusion possible
Avec Zygaena purpuralis (= Mesembrynus purpuralis, la Zygène pourpre, aussi appelée la Zygène du serpolet). Seul un examen du genitalia permet de dissocier les deux espèces. Z. purpuralis est cependant plus montagnard, même s'ils peuvent cohabiter.